# التركيبة السكانية في كينيا
تعد كينيا دولة متعددة الأعراق في منطقة البحيرات العظمى في شرق أفريقيا، ويسكنها في المقام الأول سكان البانتو والنيلوتيكيون، مع بعض الأقليات الإثنية الناطقة باللغة الكوشيتية في الشمال، ويرصد المكتب الوطني الكيني للإحصاء علم السكان في كينيا وقدر مجموع سكانها بـ 47 مليون نسمة في عام 2017.
أُجري تعداد وطني للسكان في عام 1999 على الرغم من أن النتائج لم تنشر، وقد أُجري تعداد جديد في عام 2009، ولكن تبين أنه مثير للجدل، لأن الأسئلة المتعلقة بالانتماء الإثني تبدو غير ملائمة بعد العنف الإثني الذي حدث في العام الماضي. نشرت نتائج أوّليّة من التعداد في 2010.
وأُبلغ عن أن عدد سكان كينيا بلغ 38.6 مليون نسمة خلال تعداد عام 2009 مقابل 28.7 مليون نسمة في عام 1999، و21.4 مليون نسمة في عام 1989، و15.3 مليون نسمة في عام 1979. كان هذا زيادة من 2.5 نسبة مئويّة على 30 سنة، وقد انخفض معدل النمو السكاني خلال عام 2000، وقُدِّر بنسبة 2.7 في المائة (في عام 2010)، مما أسفر عن تقدير قدره 46.5 مليون نسمة في عام 2016.

## المجموعات الاثنية
يبلغ عدد سكان كينيا مجموعة متنوعة جداً تضم معظم المجموعات العرقية والعرقية واللغوية الرئيسية الموجودة في أفريقيا، ويشكل سكان البانتو والنيلوتيك معاً حوالي 97 في المائة من سكان البلد، يعيش في كينيا في حوالي 200,000 شخص من الأصول الأوروبية والآسيوية.
وأكبر مجموعة عرقية في كينيا هي كيكويو، وهم يشكلون أقل من خُمس السكان. ومنذ استقلال كينيا في عام 1963، اتسمت السياسة الكينية بالتوترات العرقية والتنافس بين المجموعات الأكبر. وقد تحول ذلك إلى عنف عرقي في الأزمة الكينية 2007-2008.

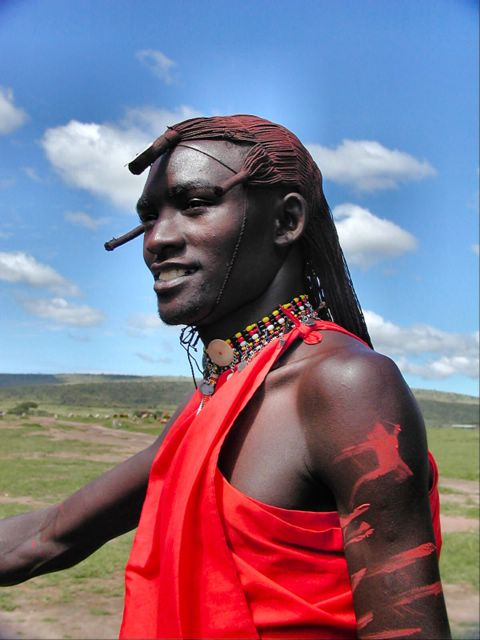
رجل من شعب الماساي

وفي آخر تعداد استعماري أجري في كينيا في عام 1962، كان من بين الأفراد الأوروبيين والأفارقة والآسيويين أفراد امنوآسيوي. وفقا لاحصائية نأيشنل بّووت الكينية، كان عدد السّكان 38,610,097 في 2009. وكانت أكبر المجموعات الإثنية الأصلية هي كيكويو (576 622 6)، ولويا (666 338 5)، وكالينجين (328 967 4)، ولوه (4444 4)، وكامبا (157 893 3)، كيسي (2,205,669)، الصوماليون (2,385,572)، ميجيكاندا (1,960,574)، ميرو (1,658,108)، توركانا (988,592)، وماساي ( 841,622) وكان من بين السكان الأجانب الآسيويون (791 81) والأوروبيون (000 67) والعرب الكينيون (760 40).

### العرب
يشكل العرب مجموعة إثنية صغيرة ولكنها هامة تاريخياً في كينيا. وهي تتركز أساسا على طول الساحل في مدن مثل مومباسا، يعد العرب مجتمعا مسلما، جاءوا في المقام الأول من عمان وحضرموت في اليمن، ويشاركون في التجارة. يشار إلى العرب محلياً باسم واشيهيري، أو أقل شيوعاً، على أنه شيهيري في لغة البانتو السواحلية، اللغة الفرانية الكينية. وفقا لتعداد عام 2009 يبلغ عدد العرب الكينيين 40,760 شخص.

### الآسيويون
وينحدر الآسيويون الكينيون من المهاجرين من جنوب آسيا. بدأت الهجرة الآسيوية الكبيرة إلى كينيا بين عامي 1896 و1901 عندما تم توظيف حوالي 32,000 عامل من الهند البريطانية لبناء خط السكك الحديدية بين كينيا وأوغندا. ينحدر الأغلبية من الكينيات آسيويات من غوجارات ومناطق أخرى. نما المجتمع المحلي بشكل كبير خلال الفترة الاستعمارية، وفي تعداد عام 1962، كان الآسيويون يشكلون ثلث سكان نيروبي وتتألف من 613 176 شخصاً في جميع أنحاء البلد.
ومنذ استقلال كينيا، هاجر عدد كبير من الناس بسبب التوترات المتصلة بالعرق مع الأغلبية البانتو والنيلوتيكية. أما المجتمعات التي لا تزال قائمة فهي تتركز أساسا في قطاع الأعمال التجارية، ولا يزال الآسيويون يشكلون واحدة من أكثر المجتمعات ازدهارا في المنطقة. وفقا لتعداد عام 2009، يبلغ عدد الآسيويين الكينيين 46,782 شخص، في حين يبلغ عدد الآسيويين الذين لا يحملون الجنسية الكينية 35,009 أفراد. في عام 2017، تم الاعتراف بهم رسميا في قبيلة 44 من كينيا.

### شعوب البانتو
بانتو هي أكبر تقسيم سكاني وحيد في كينيا. يشير مصطلح بانتو إلى الشعوب المشتتة على نطاق واسع ولكن ذات الصلة التي تتحدث لغات جنوب وسط النيجر والكونغو. بدأ بانتو، الذي كان في الأصل من غرب ووسط أفريقيا، سلسلة من الهجرات التي استمرت آلاف السنين ويشار إليها باسم توسع البانتو الذي جلبهم لأول مرة إلى جنوب شرق أفريقيا قبل حوالي 2000 سنة.
معظم البانتو هم من المزارعين. وتشمل بعض جماعات البانتو البارزة في كينيا مثل كيكويو، والكامبا، ولوهيا، وكيسي، وميرو، وميجيكندا. ينحدر الشعب السواحيلي من شعوب ميجيكاندا بانتو التي تزوجت مع مهاجرين عرب.

### الشعوب الكوشية
تشكل الشعوب الكوشية أقلية صغيرة من سكان كينيا. وهم يتحدثون لغات تنتمي إلى الأسرة الأفريقية الآسيوية، وقد جاءوا أصلا ً من إثيوبيا والصومال في شمال شرق أفريقيا. ومعظمهم رعاة ومسلمون.
تركّزت الشعوب الكوشية في محافظة نورثرنموست شماليّ شرقيّ كينيا مجاورة الصومال.
وتنقسم الشعوب الكوشية إلى مجموعتين: الكوشيت الجنوبي والكوشيت الشرقي.
كان الكوشيت الجنوبيون ثاني أوائل سكان كينيا بعد مجموعات الصيادين وجامعي الثمار من السكان الأصليين، وأول من الشعوب الناطقة بكوشتيك التي تهاجر من وطنها في القرن الأفريقي قبل حوالي 2000 سنة. هاجروا تدريجيا في اتجاه الجنوب حتّى تنزانيا. (كان الداهالو في الأصل شعوب ما قبل كوشيتيك الذين تبنوا لغة جيرانهم الكوشيين الجنوبيين المهيمنين في وقت ما نحو الألفية الأخيرة قبل الميلاد.).
وتشمل الكوشيت الشرقية أورومو والصوماليين. ومن بين هؤلاء، فإن الصوماليين هم آخر الوافدين إلى كينيا، بعد أن جاءوا لأول مرة من الصومال قبل بضعة قرون.
بعد أن تم تسليم منطقة الحدود الشمالية (المقاطعة الشمالية الشرقية) إلى القوميين الكينيين في نهاية الحكم الاستعماري البريطاني في كينيا، خاض الصوماليون في المنطقة حرب شيفتا ضد القوات الكينية للانضمام إلى أقاربهم في جمهورية الصومال إلى الشمال. وعلى الرغم من أن الحرب انتهت بوقف إطلاق النار، فإن الصوماليين في المنطقة ما زالوا يحددون ويحافظون على علاقات وثيقة مع أقاربهم في الصومال ويعتبرون أنفسهم شعبا واحدا. أسسوا أنفسهم في قطاع الأعمال، لا سيما في إيستليه، نيروبي.

### الأوروبيون
الأوروبيون في كينيا هم في المقام الأول من نسل المهاجرين البريطانيين خلال الفترة الاستعمارية. وكثير منهم من أصل أرستقراطي ولا يزالون يتمتعون بنفوذ كبير، لا سيما على النخبة السياسية في كينيا. ومنذ استقلال كينيا لا يزال البريطانيون وغيرهم من الأوروبيين في كينيا يسيطرون على مجتمع الأعمال المحلي. وفقا لتعداد عام 2009، يبلغ عدد الأوروبيين الكينيين 35,000 شخص، في حين يبلغ عدد الأوروبيين الذين لا يحملون الجنسية الكينية 32,000 شخص.

### الشعوب النيلية
الشعوب النيلية (نيلوتس) هي ثاني أكبر مجموعة من الشعوب في كينيا. وهم يتحدثون لغات نيلو الصحراوية وأتوا إلى جنوب شرق أفريقيا عن طريق جنوب السودان. معظم نيلوتس في كينيا رعاة، وهم يتلقّون سمعة مخيفة كمحاربات. ومن أبرز هذه المجموعات اللو، والماسي، وسامبورو، والتوركانا، والكالينجين. بالرغم من العيش مع شعوب البانتو تبنّى الشعوب النيلية بعض من كثير عادات وممارسات من الكوشيتيك، بما في ذلك نظام تحديد العمر من التنظيم الاجتماعي، الختان، ومفردات العبارات.

## اللغات
عادة ما تتحدث مختلف المجموعات الإثنية في كينيا لغاتها الأم داخل مجتمعاتها المحلية. وتعمل اللغتان الرسميتان، الإنكليزية والسواحلية، بوصفهما لغتا التواصل المشترك الرئيسيتين بين مختلف المجموعات الإثنية. ويتحدث اللغة الإنجليزية على نطاق واسع في التجارة والتعليم والحكومة.
ووفقاً للإثنولوجي، هناك 69 لغة يُتحدث بها في كينيا. وينتمي معظمهم إلى أسرتين بلغة عريضتين: النيجر - الكونغو (فرع البانتو) ونيلو - صحراوي (فرع نيلوتيك)، وهما يتحدثان عن السكان البانتو ونيليوتيك في البلد، على التوالي. وتتحدث الأقليات الإثنية الكوشية والعرقية العربية لغات تنتمي إلى الأسرة الأفريقية الآسيوية المستقلة، حيث يتحدث السكان الهنود والأوروبيون لغات عن الأسرة الهندية الأوروبية.

## السكان
وفقا لمراجعة عام 2017 للتوقعات السكانية في العالم، بلغ مجموع السكان 48,461,567 في عام 2016 مقارنة بـ 6,077,000 في عام 1950، وحوالي 1,700,000 في عام 1900. وكانت نسبة الأطفال دون سن الخامسة عشرة في عام 2010 تبلغ 42.5 في المائة، و54.9 في المائة تتراوح أعمارهم بين 15 و65 سنة، و2.7 في المائة في سن 65 سنة أو أكثر. يقدّم مقياس وورلدومترس السّكاني إجماليّة تتمثل في 48,466,928 ساكن، تحتل كينيا الرتبة العالميّة 29.

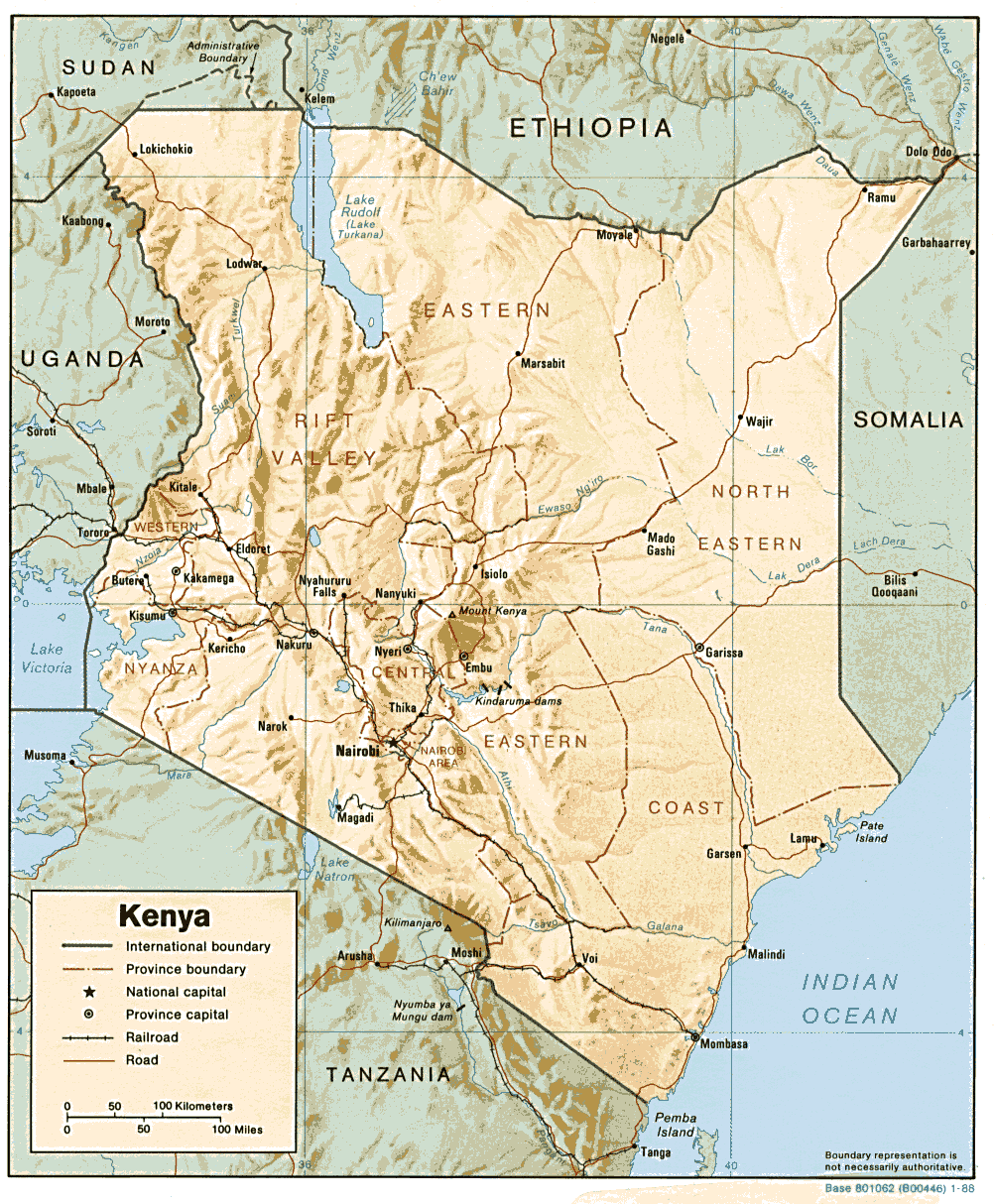
خريطة كينيا

| العام | الكثافة الكلية | نسبة النمو 0-14 عام (%) | نسبة النمو 15-65 عام (%) | نسبة النمو 65+ عام (%) |
| 1950  | 6 077 000      | 39.8                    | 56.3                     | 3.9                    |
| 1955  | 6 980 000      | 42.8                    | 53.4                     | 3.8                    |
| 1960  | 8 105 000      | 46.4                    | 49.9                     | 3.7                    |
| 1965  | 9 505 000      | 48.4                    | 48.0                     | 3.6                    |
| 1970  | 11 252 000     | 49.1                    | 47.5                     | 3.4                    |
| 1975  | 13 486 000     | 49.6                    | 47.1                     | 3.3                    |
| 1980  | 16 268 000     | 50.0                    | 47.1                     | 3.0                    |
| 1985  | 19 655 000     | 50.0                    | 47.2                     | 2.8                    |
| 1990  | 23 447 000     | 49.0                    | 48.3                     | 2.7                    |
| 1995  | 27 426 000     | 46.5                    | 50.8                     | 2.7                    |
| 2000  | 31 254 000     | 44.3                    | 52.9                     | 2.8                    |
| 2005  | 35 615 000     | 42.7                    | 54.5                     | 2.8                    |
| 2010  | 40 513 000     | 42.5                    | 54.9                     | 2.7                    |

### السكان حسب المقاطعة في تعداد عام 2009
| المقاطعة               | 2009       |
| ---------------------- | ---------- |
| كينبا (الدولة بأكملها) | 38,610,097 |
| نيروبي (العاصمة)       | 3,138,369  |
| الوسط                  | 4,383,743  |
| الساحل                 | 3,325,307  |
| الشرق                  | 5,668,123  |
| الشمال الشرقي          | 2,310,757  |
| نيانزا                 | 5,442,711  |
| وادي ريفت              | 10,006,805 |
| الغرب                  | 4,334,282  |

### السكان حسب سنة التعداد
| العام | التعداد    |
| ----- | ---------- |
| 1962  | 9,980,563  |
| 1969  | 10,942,705 |
| 1979  | 15,327,061 |
| 1989  | 21,448,774 |
| 1999  | 28,686,607 |
| 2009  | 40,610,097 |

### الخصوبة والولادات (الدراسات الاستقصائية الديمغرافية والصحية)
معدل الخصوبة الإجمالي (TFR) (معدل الخصوبة المطلوب) ومعدل المواليد الخام (CBR):
| العام              | معدل المواليد الخام الاجمالي | معدل الخصوبة المطلوب الاجمالي | معدل المواليد الخام الحضري | معدل الخصوبة المطلوب الحضري | معدل المواليد الخام الريفي | معدل الخصوبة المطلوب الريفي |
| ------------------ | ---------------------------- | ----------------------------- | -------------------------- | --------------------------- | -------------------------- | --------------------------- |
| 1977               |                              | 8,1                           |                            |                             |                            |                             |
| 1984               |                              | 7,7                           |                            |                             |                            |                             |
| 1989               |                              | 6,7                           |                            | 4,5                         |                            | 7,1                         |
| 1993               | 35,8                         | 5,40 (3,4)                    | 35,1                       | 3,44 (2,5)                  | 35,9                       | 5,80 (3,7)                  |
| 1998               | 34,6                         | 4,70 (3,5)                    | 33,6                       | 3,12 (2,6)                  | 34,7                       | 5,16 (3,8)                  |
| 2003               | 37,5                         | 4,9 (3,6)                     | 35,3                       | 3,3 (2,6)                   | 38,1                       | 5,4 (3,9)                   |
| 2008–2009 (census) | 34,8                         | 4,6 (3,4)                     | 32,5                       | 2,9 (2,5)                   | 35,3                       | 5,2 (3,7)                   |
| 2014               | 30,5                         | 3,9 (3,0)                     | 31,0                       | 3,1 (2,6)                   | 30,3                       | 4,5 (3,4)                   |

بيانات الخصوبة لعام 2014 (برنامج DHS):
| المنطقة       | معدل الخصوبة الاجمالي | نسبة النساء الحوامل من سن 15-40 | متوسط عدد الأطفال المولودين لنساء تتراوح أعمارهن بين 40 و49 سنة |
| ------------- | --------------------- | ------------------------------- | --------------------------------------------------------------- |
| الساحل        | 4.3                   | 6.6                             | 5.5                                                             |
| الشمال الشرقي | 6.4                   | 12.0                            | 7.1                                                             |
| الشرق         | 3.4                   | 4.6                             | 4.7                                                             |
| الوسط         | 2.8                   | 4.8                             | 3.7                                                             |
| وادي ريفت     | 4.5                   | 7.0                             | 5.5                                                             |
| الغرب         | 4.7                   | 6.7                             | 6.1                                                             |
| نيانزا        | 4.3                   | 5.9                             | 5.8                                                             |
| نيروبي        | 2.7                   | 6.8                             | 3.1                                                             |

### التوقعات السكانية للأمم المتحدة
الأرقام بالآلاف. توقعات الأمم المتحدة المتغيرة المتوسطة
- 46,332 46,332
- 52,563 2020
- 59,054 2025
- 65,928 2030
- 73,257 2035
- 80,975 2040
- 88,907 2045

### الإحصاءات الحيوية
تسجيل الأحداث الحيوية في كينيا لم يكتمل. وأعدت إدارة السكان في الأمم المتحدة التقديرات التالية.
| الفترة    | المواليد / العام | الوفيات / العام | التغير الطبيعي / العام | CBR* | CDR* | NC*  | TFR* | IMR* |
| --------- | ---------------- | --------------- | ---------------------- | ---- | ---- | ---- | ---- | ---- |
| 1950–1955 | 334 000          | 154 000         | 181 000                | 51.2 | 23.6 | 27.7 | 7.48 | 147  |
| 1955–1960 | 388 000          | 163 000         | 225 000                | 51.5 | 21.6 | 29.8 | 7.79 | 134  |
| 1960–1965 | 449 000          | 165 000         | 284 000                | 51.0 | 18.8 | 32.2 | 8.07 | 117  |
| 1965–1970 | 525 000          | 172 000         | 353 000                | 50.6 | 16.5 | 34.1 | 8.11 | 104  |
| 1970–1975 | 628 000          | 178 000         | 450 000                | 50.8 | 14.4 | 36.4 | 7.99 | 91   |
| 1975–1980 | 743 000          | 186 000         | 557 000                | 49.9 | 12.5 | 37.4 | 7.64 | 80   |
| 1980–1985 | 869 000          | 192 000         | 677 000                | 48.4 | 10.7 | 37.7 | 7.22 | 70   |
| 1985–1990 | 972 000          | 214 000         | 757 000                | 45.1 | 9.9  | 35.1 | 6.54 | 67   |
| 1990–1995 | 1 003 000        | 252 000         | 751 000                | 39.4 | 9.9  | 29.5 | 5.57 | 66   |
| 1995–2000 | 1 115 000        | 345 000         | 770 000                | 38.0 | 11.8 | 26.2 | 5.07 | 69   |
| 2000–2005 | 1 294 000        | 427 000         | 867 000                | 38.7 | 12.8 | 25.9 | 5.00 | 70   |
| 2005–2010 | 1 447 000        | 429 000         | 1 017 000              | 38.0 | 11.3 | 26.7 | 4.80 | 65   |
| 2010–2015 | 1 531 000        | 376 000         | 1 155 000              |      |      |      | 4.44 |      |

* CBR = معدل المواليد الخام (لكل 1000)؛ (أ) مجلس الإنماء والإعمار = معدل الوفيات الخام (لكل 000 1)؛ NC = التغير الطبيعي (لكل 1000)؛ معدل وفيات الرضع = معدل وفيات الرضع لكل 000 1 مولود؛ معدل الخصوبة الإجمالي (عدد الأطفال لكل امرأة)

### المواليد والوفيات
| العام | المواليد | الوفيات | الزيادة الطبيعية |
| ----- | -------- | ------- | ---------------- |
| 2009  | 698 447  | 178 352 | 520 095          |
| 2010  | 798 016  | 185 100 | 612 916          |
| 2011  | 771 150  | 182 652 | 588 498          |
| 2012  | 801 815  | 187 811 | 614 004          |
| 2013  | 870 599  | 194 332 | 676 267          |
| 2014  | 954 254  | 198 611 | 755 643          |
| 2016  | 948 351  | 189 930 | 758 421          |

## الإحصاءات السكانية الأخرى
الإحصاءات الديمغرافية وفقا ً للمجلة السكانية العالمية في عام 2019.
- ولادة واحدة كل 20 ثانية
- وفاة واحدة كل دقيقتين
- مهاجر واحد كل 53 دقيقة
- صافي زيادة شخص واحد كل 25 ثانية

الهرم السكاني في كينيا

الديموغرافية التالية هي من كتاب حقائق العالم وكالة المخابرات المركزية الأمريكية ما لم يذكر خلاف ذلك.

### السكان
48,397,527 (يوليو 2018)
وقد بلغ مجموع السكان 47.6 مليون نسمة في يوليو 2017.

### الهيكل العمري
صفر-14 سنة: 39.03 في المائة (ذكور 968 474 9/إناث 609 416 9)
15-24 سنة: 19.61 في المائة (ذكور 647 4/إناث 896 752 4)
25-54 سنة: 34.27 في المائة (ذكور 8,393,673/إناث 8,193,800)
55-64 سنة: 4 في المائة (الذكور 371 894/إناث 883 040 1)
65 سنة فأكثر: 3.08 في المائة (ذكور 005 640/إناث 675 852) (2018 est.)

### متوسط العمر
المجموع: 20 سنة. مقارنة بالعالم: 191
الذكور: 19.9 سنة
الإناث: 20.2 سنة (2018)

### معدل النمو السكاني
1.57% (2018 ) مقارنة البلدان مع العالم: المرتبة 67

### معدل المواليد
22.6 ولادة/000 1 نسمة (2018 ) مقارنة البلدان مع العالم: 66

### معدل الوفيات
6.7 حالة وفاة/000 1 نسمة (2018) مقارنة بالعالم: المرتبة 137

### معدل الخصوبة الإجمالي
2.81 الأطفال المولودين/النساء (2018) مقارنة البلدان مع العالم: 59

### متوسط عمر الأم عند الولادة الأولى
20.3 سنة (2014)
ملاحظة: متوسط العمر عند الولادة الأولى بين النساء 25-29

### معدل انتشار وسائل منع الحمل
61.6% (2016)

### صافي معدل الترحيل
-0.2 المهاجرون/1000 نسمة (2017) مقارنة البلدان مع العالم: 109

### الأديان
المسيحيون 83 في المائة (البروتستانت 47.7 في المائة، الكاثوليك 23.4 في المائة، مسيحيون آخرون 11.9 في المائة)، المسلمون 11.2 في المائة، التقليديون 1.7 في المائة، الآخرون 1.6 في المائة، لا شيء 2.4 في المائة، غير محدد 0.2 في المائة (2009).

### نسب الإعالة
مجموع نسبة الإعالة: 78.3 (2015)
نسبة إعالة الشباب: 73.7 (2015)
نسبة إعالة المسنين: 4.6 (2015)
نسبة الدعم المحتمل: 21.7 (2015)

### التحضر
سكان الحضر: 27% من مجموع السكان (2018)
معدل التحضر: 4.23 في المائة معدل التغير السنوي (2015-20 1015)
سكان الحضر: 25.6 في المائة من مجموع السكان (2015)

### العمر المتوقع عند الولادة
مجموع السكان: 64.6 سنة (2018)
الذكور: 63.1 سنة (2018)
الإناث: 66.1 سنة (2018)

### محو الأمية
تعريف: العمر 15 وما فوق يمكن القراءة والكتابة (2015)
مجموع السكان: 78 في المائة (2015)
الذكور: 81.1 في المائة (2015)
الإناث: 74.9 في المائة (2015)

### العمر المتوقع للمدرسة (التعليم الابتدائي إلى التعليم العالي)
المجموع: 11 سنة (2009)
ذكر: 11 سنة (2009)
الإناث: 11 سنة (2009)

### الصحة
وتعاني كينيا، شأنها شأن التركيبة السكانية في أفريقيا بوجه عام، من ارتفاع معدل وفيات الرضع، وانخفاض العمر المتوقع، وسوء التغذية (32 في المائة من السكان)، وفيروس نقص المناعة البشرية/الإيدز. وفي حين أن هذه الشواغل لا تزال خطيرة، فإن هناك اتجاها نحو التحسن في الفترة من عام 2006 إلى عام 2010: حيث قُدِّر معدل وفيات الرضع بـ 59.26 حالة وفاة لكل 000 1 مولود حي في عام 2006، وانخفض إلى 54.7 حالة وفاة لكل 000 1 مولود حي في عام 2010. وقُدِّر متوسط العمر المتوقع بـ 48.9 سنة في عام 2006، وارتفع إلى 64 سنة في عام 2012.
ووفقاً للدراسة الاستقصائية التي أجرتها الحكومة الكينية في الفترة 2008-2009، بلغ إجمالي الخصوبة 4.6، وبلغ استخدام وسائل منع الحمل بين النساء المتزوجات 46 في المائة. انخفض معدل الخصوبة الإجمالي 4.91 أطفال لكل امرأة (تقديرات عام 2006)، إلى 4.38 (تقديرات عام 2010). وقدرت نسبة الإلمام بالقراءة والكتابة (7 سنوات فأكثر) بنسبة 85.1 في المائة في عام 2003 (الذكور: 90.6 في المائة، والإناث: 79.7 في المائة).
تقدير وكالة المخابرات الأمريكيّة العالمي:
- المسيحيون 83%

1. البروتستانتية 47.7 في المائة
2. الروم الكاثوليك 23.4 في المائة
3. الشرقية الأرثوذكسية 3%
4. المسيحيون الآخرون 8.9 في المائة

- الإسلام 11.2%
- التقليديون 1.7%
- 1.6 في المائة أخرى
- لا شيء 2.4 في المائة
- غير محدد 0.2%